# إذاعة بنغازي المحلية
إذاعة بنغازي المحلية هي محطة راديو إذاعية تبث في مدينة بنغازي شرق ليبيا على الموجة 98.9 إف إم وتهتم بالشأن المحلي في المدينة.
بدأت الإذاعة عملها في عام 1994 وتعتبر أول إذاعة محلية في ليبيا وكانت في ذلك الوقت تابعة للجنة الشعبية للإعلام (وزارة الإعلام) إلا أنها بعد 2011 نقلت تبعيتها إلى المجلس البلدي للمدينة. وتوقف عمل الراديو خلال فترة الحرب التي شهدتها مدينة بنغازي بسبب وجود مقره في شارع عبدالمنعم رياض وسط المدينة بالقرب من مناطق الاشتباكات وعاد مجددا للعمل في عام 2017.